# Bluey Wilkinson
Bluey Wilkinson, född den 27 augusti 1911 i Millthorpe, New South Wales, Australien, död 27 juli 1940 i en trafikolycka, var en australisk speedwayförare. Han vann speedway-VM 1938 och tog brons 1936.